# Список дипломатических и консульских представительств в Сан-Марино
На этой странице перечислены дипломатические миссии находящиеся в Сан-Марино. В настоящее время в этой стране находятся 3 посольства. Многие другие страны имеют послов, аккредитованных в Сан-Марино, большинство резиденты в Риме. Некоторые страны, в то же время кроме аккредитованного посла в Риме, для упорядочивания ежедневных отношений и консульского обслуживания открыли Генеральные консульства в близлежащих итальянских городах, таких как Милан или Флоренция, или используют почётных консулов, в настоящее время существует восемь почетных консульств, расположенных в Сан — Марино: Австрия, Болгария, Хорватия, Франция, Япония, Мексика, Монако и Румыния.
| Государство       | Посольство                                  | Изображение | Дипломатические миссии страны                     |
| ----------------- | ------------------------------------------- | ----------- | ------------------------------------------------- |
| Ватикан           | Апостольская нунцитура в Сан-Марино         |             | Список дипломатических миссий Ватикана            |
| Италия            | Посольство Италии в Сан-Марино              |             | Список дипломатических миссий Италии              |
| Мальтийский орден | Посольство Мальтийского ордена в Сан-Марино |             | Список дипломатических миссий Мальтийского ордена |

## Посольства в Риме, послы которых аккредитованы в Сан-Марино
| - Албания - Алжир - Андорра (находится в Андорра-ла-Велья) - Аргентина - Австралия - Австрия - Азербайджан - Бельгия - Бразилия - Болгария - Канада - Китай - Колумбия - Хорватия - Куба - Кипр - Чехия - Дания - Египет - Финляндия - Франция - Грузия - Германия - Греция - Венгрия - Индия - Ирландия - Израиль - Япония - Иордания - КНДР - Республика Корея - Латвия - Ливия | - Литва - Люксембург - Малайзия - Мальта - Мексика - Монако - Черногория - Марокко - Нидерланды - Норвегия - Панама - Перу - Филиппины - Польша - Португалия - Катар - Румыния - Россия - Сербия - Словакия - Словения - ЮАР - Испания - Судан - Швеция - Швейцария - Таиланд - Турция - Украина - Великобритания - ОАЭ - США - Уругвай - Йемен |

## Консульства

### Консульства вСан-Марино
| - Австрия - Болгария - Хорватия | - Франция - Япония - Мексика | - Монако - Румыния |

### Консульства вМилане
| - Бельгия - Колумбия | - Чехия - Германия | - Греция - Турция |

### Консульства воФлоренции
| - Дания | - Великобритания | - Латвия |

### В других городах
- Рим —  Гондурас
- Болонья —  Португалия